# À l'aube du dernier jour
À l'aube du dernier jour (Polar Storm) est un téléfilm américain réalisé par Paul Ziller, diffusé le 28 mars 2009 sur Sci-Fi Channel.

## Synopsis
Une comète doit très prochainement passer près de la Terre. Les calculs trajectoriels des scientifiques indiquent que l'astéroïde ne devrait pas entrer en collision avec la planète bleue. Elle ne fera que la frôler, causant quelques interférences magnétiques. Mais un astrophysicien, le Dr James Mayfield, chargé d'étudier ces perturbations, en vient à penser que la comète pourrait tout de même s'écraser sur la Terre. C'est alors qu'un fragment se détache et tombe sur l'Alaska...

## Fiche technique
- Titre original : Polar Storm
- Titre français : À l'aube du dernier jour
- Réalisation : Paul Ziller
- Scénariste : Paul Ziller, d'après une histoire de Jason Bourque
- Société de production : CineTel Films (en)
- Pays de production :  États-Unis
- Langue originale : anglais
- Genre : catastrophe
- Durée : 90 minutes
- Dates de sortie :
  - États-Unis : 28 mars 2009
  - France : 2 janvier 2010

 Sauf indication contraire, les informations mentionnées dans cette section peuvent être confirmées par la base de données cinématographiques IMDb,  présente dans la section « Liens externes ».

## Distribution
- Jack Coleman (VF : Hervé Jolly) : Dr James Mayfield
- Holly Dignard (VF : Hélène Bizot) : Cynthia Mayfield
- Tyler Johnston (VF : Jimmy Redler) : Shane Mayfield
- Emma Lahana (VF : Chantal Baroin) : Zoe
- Terry David Mulligan (VF : Jean-Claude Balard) : le général Mayfield
- Roger Cross (VF : Renaud Marx) : le président des États-Unis
- David Lewis (VF : Fabien Briche) : Lou Vanetti
- Jay Brazeau (VF : Michel Voletti) : Dr Elman
- Marsha Regis (VF : Odile Schmitt) : Pam
- Nicholas Carella (VF : Olivier Jankovic) : Peter
- Scott Lyster (VF : Nathanel Alimi) : Kevin
- Kurt Max Runte (VF : Maurizio Arena) : le commandant Yolenkov
- Rob Morton (VF : Bertrand Dingé) : Michael
- Darren Moore (VF : Thierry Murzeau) : Looter
- Brent Stait (VF : Yann Pichon) : le capitaine des gardes
- Dean Redman (en) : le sergent
- Donovan Cerminara : le soldat au point de contrôle

 Source et légende : version française (VF) sur RS Doublage et selon le carton du doublage français.